# La Futura
Albums de ZZ Top
Mescalero
(2003)
La Futura est le quinzième et dernier album studio du groupe de rock américain ZZ Top, sorti en septembre 2012. C'est leur premier en neuf ans, après Mescalero. Il a culminé au numéro 5 dans le palmarès Billboard "Top Rock Albums".

## Aperçu
La Futura a été enregistré au Foambox Recordings à Houston, au Texas. Le titre et la pochette de l'album ont été dévoilés sur la page d'accueil de ZZ Top le 3 août 2012 à 11 h 45. L'album contient 10 titres. "Nous avons longuement réfléchi à ce que devrait être cet album", a déclaré Gibbons dans un communiqué de presse. "Nous voulions rappeler le caractère direct de nos premières créations mais ne pas tourner le dos à la technologie contemporaine. Le résultat de cette fusion du passé et du présent est, bien sûr, La Futura."
Les quatre premiers morceaux de l'album - "I Gotsta Get Paid", "Chartreuse", "Consumption" et "Over You" - ont été publiés pour la première fois le 5 juin 2012 sous la forme d'une collection iTunes uniquement intitulée Texicali, qui a rencontré de fortes ventes et des critiques élogieuses. Music Radar a résumé les airs comme "un blues de roadhouse frais et vital". Un autre morceau, "Flyin' High", a fait à juste titre sa première mondiale dans l'espace, lorsque la chanson alors inachevée a été jouée à bord d'un vaisseau spatial Soyouz lors de son lancement vers la Station spatiale internationale en juin 2011 à la demande de l'astronaute de la NASA Mike Fossum, un fan et ami de longue date de ZZ Top. Deux morceaux bonus, intitulés « Threshold of a Breakdown » et « Drive-By Lover », sont sortis sur des CD vendus exclusivement dans les magasins Best Buy.

## Accueil
Après sa sortie, l'album a reçu des critiques majoritairement positives. William Clark de Guitar International a écrit : « La Futura est un retour en forme impressionnant pour ce tristement célèbre trio de rock sudiste, et comprend certaines des meilleures musiques que ZZ Top ait jamais produites. »" Stephen Thomas Erlewine de Allmusic a également fait l'éloge de l'album, le qualifiant de meilleur album depuis Eliminator en 1983, tout en écrivant que "ZZ Top célèbre tout qu'ils tiennent pour acquis depuis des décennies - ils embrassent le boogie sordide, les blagues sales, les riffs de locomotive, le blues saturé, le regard lubrique persistant, et ce faisant, ils sonnent enfin à nouveau comme eux-mêmes."

## Liste des pistes
| Édition standard | Édition standard              | Édition standard | Édition standard | Édition standard | Édition standard | Édition standard | Édition standard | Édition standard | Édition standard |
| No               | Titre                         | Durée            |                  |                  |                  |                  |                  |                  |                  |
| ---------------- | ----------------------------- | ---------------- | ---------------- | ---------------- | ---------------- | ---------------- | ---------------- | ---------------- | ---------------- |
| 1.               | I Gotsta Get Paid             | 4:03             |                  |                  |                  |                  |                  |                  |                  |
| 2.               | Chartreuse                    | 2:57             |                  |                  |                  |                  |                  |                  |                  |
| 3.               | Consumption                   | 3:47             |                  |                  |                  |                  |                  |                  |                  |
| 4.               | Over You                      | 4:29             |                  |                  |                  |                  |                  |                  |                  |
| 5.               | Heartache in Blue             | 4:09             |                  |                  |                  |                  |                  |                  |                  |
| 6.               | I Don't Wanna Lose, Lose, You | 4:20             |                  |                  |                  |                  |                  |                  |                  |
| 7.               | Flyin' High                   | 4:17             |                  |                  |                  |                  |                  |                  |                  |
| 8.               | It's Too Easy Mañana          | 4:47             |                  |                  |                  |                  |                  |                  |                  |
| 9.               | Big Shiny Nine                | 3:11             |                  |                  |                  |                  |                  |                  |                  |
| 10.              | Have a Little Mercy           | 3:18             |                  |                  |                  |                  |                  |                  |                  |
| 39:18            |                               |                  |                  |                  |                  |                  |                  |                  |                  |

| Titres bonus Best Buy | Titres bonus Best Buy    | Titres bonus Best Buy | Titres bonus Best Buy | Titres bonus Best Buy | Titres bonus Best Buy | Titres bonus Best Buy | Titres bonus Best Buy | Titres bonus Best Buy | Titres bonus Best Buy |
| No                    | Titre                    | Durée                 |                       |                       |                       |                       |                       |                       |                       |
| --------------------- | ------------------------ | --------------------- | --------------------- | --------------------- | --------------------- | --------------------- | --------------------- | --------------------- | --------------------- |
| 11.                   | Threshold of a Breakdown | 3:29                  |                       |                       |                       |                       |                       |                       |                       |
| 12.                   | Drive by Lover           | 3:03                  |                       |                       |                       |                       |                       |                       |                       |
| 45:50                 |                          |                       |                       |                       |                       |                       |                       |                       |                       |

## Personnel
ZZ Top
- Billy Gibbons – chant, guitare
- Dusty Hill – basse, chant
- Frank Beard – batterie

## À propos des pistes
"Chartreuse" est une chanson sur la célèbre liqueur française Chartreuse que le groupe a découverte (et adorée) dans leur loge en 2011 lors du Musilac à Aix-les-Bains, Auvergne-Rhône-Alpes, France.

## Certifications
| Pays             | Certification |
| ---------------- | ------------- |
| Allemagne (BVMI) | Or            |